# Osiek (Opole)
Osiek [pronunciación en polaco: /ˈɔɕek/] (en alemán: Oschiek) es un pueblo ubicado en el municipio (gmina) de Strzelce Opolskie, en el distrito de Strzelce, voivodato de Opole, Polonia. Según el censo de 2011, tiene una población de 445 habitantes.
Está situado aproximadamente a 10 kilómetros al norte de Strzelce Opolskie y a 28 kilómetros al este de la capital regional, Opole.